# Lowe River
Der Lowe River ist ein etwa 58 Kilometer langer Fluss im Süden des US-Bundesstaats Alaska.

## Verlauf
Der Lowe River entsteht in den Chugach Mountains westlich des Unterlaufs des Copper River. Von dort fließt er in westlicher Richtung. Der Lowe River entwässert die südlich und nördlich verlaufenden vergletscherten Bergketten der Chugach Mountains. Mehrere Gletscher, darunter der Deserted Glacier, speisen den Lowe River.
Der Richardson Highway (Alaska Route 4) trifft vom nördlich gelegenen Thompson Pass kommend auf den Flusslauf und folgt diesem.
Der Lowe River durchfließt anschließend den Keystone Canyon. Er mündet in das östliche Ende des Port Valdez, einer Seitenbucht des Prince William Sound, drei Kilometer südöstlich von Valdez. 

## Hydrologie
Der mittlere Abfluss (MQ) am Pegel 15226620 (⊙) bei Flusskilometer 23 auf Höhe der Horsetail Falls liegt bei 43 m³/s. Die höchsten mittleren monatlichen Abflüsse treten von Juni bis August auf, die niedrigsten im Februar und März.